# Aida Bella
Aida Bella (20 gennaio 1985) è una pattinatrice di short track polacca.

## Palmarès

### Europei
- 1 medaglia:
  - 1 bronzo (staffetta a Malmö 2013).